# Kammersrohr
Kammersrohr (im lokalen Dialekt Chammersrohr) ist eine politische Gemeinde im Bezirk Lebern des Kantons Solothurn in der Schweiz. Das am Jurasüdhang gelegene Dorf ist mit 31 Einwohnern bei 0,95 Quadratkilometern sowohl von seiner Fläche als auch von der Einwohnerzahl her die kleinste Gemeinde des Kantons. Gemessen an der Einwohnerzahl ist Kammersrohr mit Stand Ende 2019 auch die kleinste Gemeinde der Schweiz. Bereits in der Jungsteinzeit hielten sich auf dem Gebiet von Kammersrohr Menschen auf, wie Funde aus dieser Zeit bezeugen. Die erste urkundliche Erwähnung datiert auf das Jahr 1374 und 1840 wurde das Dorf als eigenständige Gemeinde anerkannt. Markantestes Gebäude der Streusiedlung ist ein unter Denkmalschutz stehendes Herrenhaus.

## Geographie
Kammersrohr liegt auf 600 m ü. M., etwa 6,5 Kilometer Luftlinie nordöstlich des Kantonshauptortes Solothurn. Die aus einzelnen Höfen bestehende Gemeinde erstreckt sich an aussichtsreicher Lage am Südhang der vordersten Jurakette, in der Region Unterleberberg rund 170 Meter über der Ebene des Solothurner Mittellandes.
Die Fläche des nur 0,94 Quadratkilometer grossen Gemeindegebiets umfasst einen kleinen Abschnitt des Jurasüdhangs. Die westliche Grenze verläuft entlang des Teuffelenbachs und des Mettlenbachs, die das Gebiet zur Siggern, einem linken Seitenbach der Aare, entwässern. Nach Nordosten erstreckt sich der Gemeindeboden an den Südhang der Weissensteinkette und erreicht im Wald unterhalb des Reckenackers mit 755 m ü. M. die höchste Erhebung von Kammersrohr. Im Jahr 2011 entfielen 2,1 % der Gemeindefläche auf Siedlungen, 39,4 % auf Wald und Gehölze und 58,5 % auf Landwirtschaft.
Solothurnische Nachbargemeinden von Kammersrohr sind das südlich gelegene Hubersdorf und Günsberg im Westen und Norden. Im Osten grenzt die zum Kanton Bern gehörende Gemeinde Attiswil an Kammersrohr.

## Bevölkerung
Mit 32 Einwohnern (Stand Ende 2019) ist Kammersrohr bevölkerungsmässig die kleinste Gemeinde des Kantons Solothurn und auch die kleinste Gemeinde der Schweiz. Mit dem Stand von 2000 waren 95,0 % der Bewohner deutschsprachig. Eine Person war englischsprachig und eine sprach polnisch (je 2,5 %). Die Bevölkerungszahl von Kammersrohr belief sich 1850 auf 68 Einwohner, 1900 auf 51 Einwohner. Im Verlauf des 20. Jahrhunderts pendelte die Bevölkerungszahl im Bereich zwischen 35 (Tiefststand nach der Erhebung von 1941) und 53 Einwohnern (Höchststand, 1990). Kammersrohr hat nur geringe Wachstumsmöglichkeiten, da die in der Juraschutzzone gelegene Gemeinde praktisch über kein Bauland verfügt. Trotz seiner geringen Einwohnerzahl hat Kammersrohr 958 Ortsbürger, von denen jedoch keine in der Gemeinde wohnhaft sind (Stand 2010).

### Bildung
Kammersrohr verfügt über keine eigene Schule, so dass der Kindergarten und die Primarschule der Nachbargemeinde Günsberg besucht werden. Im Bereich der Sekundarstufe I gehört die Gemeinde dem Zweckverband Kreisschule Unterleberberg an, der in Hubersdorf eine Oberstufe betreibt. Von 30 Einwohnern ab 15 Jahren hatten mit dem Stand der eidgenössischen Volkszählung des Jahres 2000 als höchste abgeschlossene Ausbildung: Vier Personen ein universitäres Studium, drei eine Höhere Fachschule, vier eine höhere Fach- und Berufsausbildung (Tertiärstufe), eine Person die Matura und zwölf eine Berufslehre (Sekundarstufe II). Fünf Personen hatten nur die obligatorische Schule besucht und eine verfügte über keine abgeschlossene Ausbildung.

### Religionen
Mit dem Stand der Volkszählung 2000 gehörten von 39 Einwohnern 14 der evangelisch-reformierten Kirche und 18 der römisch-katholischen Kirche an, während sieben Einwohner konfessionslos waren. Andere Kirchen und Religionsgemeinschaften waren nicht vertreten. Kammersrohr gehört zur römisch-katholischen Pfarrei St. Pantaleon Günsberg und zur evangelisch-reformierten Kirchgemeinde Solothurn.

## Politik
| Stärke der Parteien bei den Nationalratswahlen in Kammersrohr                                   | Stärke der Parteien bei den Nationalratswahlen in Kammersrohr | Stärke der Parteien bei den Nationalratswahlen in Kammersrohr | Stärke der Parteien bei den Nationalratswahlen in Kammersrohr | Stärke der Parteien bei den Nationalratswahlen in Kammersrohr | Stärke der Parteien bei den Nationalratswahlen in Kammersrohr |
| Partei                                                                                          | 2019                                                          | 2015                                                          | 2011                                                          | 2007                                                          | 2003                                                          |
| ----------------------------------------------------------------------------------------------- | ------------------------------------------------------------- | ------------------------------------------------------------- | ------------------------------------------------------------- | ------------------------------------------------------------- | ------------------------------------------------------------- |
| FDP                                                                                             | 23,15 %                                                       | 52,63 %                                                       | 56,00 %                                                       | 32,03 %                                                       | 38,46 %                                                       |
| CVP                                                                                             | 24,07 %                                                       | 25,26 %                                                       | 14,29 %                                                       | 41,18 %                                                       | 35,16 %                                                       |
| SVP                                                                                             | 11,11 %                                                       | 13,68 %                                                       | 09,71 %                                                       | 09,80 %                                                       | 15,38 %                                                       |
| GPS                                                                                             | 07,41 %                                                       | 01,05 %                                                       | 06,29 %                                                       | 09,15 %                                                       | 05,49 %                                                       |
| SP                                                                                              | 10,19 %                                                       | 01,05 %                                                       | 0,57 %                                                        | 03,92 %                                                       | 05,49 %                                                       |
| EVP                                                                                             | —                                                             | —                                                             | —                                                             | 03,92 %                                                       | —                                                             |
| GLP a                                                                                           | 10,19 %                                                       | —                                                             | 02,29 %                                                       | —                                                             | —                                                             |
| BDP b                                                                                           | 0,93 %                                                        | 06,32 %                                                       | 0,47 %                                                        | —                                                             | —                                                             |
| SD                                                                                              | 11,11 %                                                       | —                                                             | —                                                             | —                                                             | —                                                             |
| Übrige                                                                                          | 01,85 %                                                       | —                                                             | 10,29 %                                                       | —                                                             | —                                                             |
| a Partei besteht im Kanton Solothurn seit 2008. b Partei besteht im Kanton Solothurn seit 2009. |                                                               |                                                               |                                                               |                                                               |                                                               |

In den Nationalratswahlen 2011 erhielt die FDP. Die Liberalen in Kammersrohr 56 % der abgegebenen Stimmen. Zweitstärkste Partei war die Christlichdemokratische Volkspartei (CVP) mit 14,3 % der Stimmen. 10,3 % gingen an «Übrige» (beim Bundesamt für Statistik nicht näher aufgeschlüsselt). Danach folgten die Schweizerische Volkspartei (SVP) mit 9,7 %, die Grünen mit 6,3 % und die Grünliberale Partei (GLP) mit 2,3 % sowie die Sozialdemokratische Partei und die Bürgerlich-Demokratische Partei (BDP) mit je 0,6 %. Die Wahlbeteiligung betrug 61,9 %.
In den Nationalratswahlen 2015 erhielt die FDP 52,6 % der abgegebenen Stimmen, während sich bei den anderen Parteien grössere Änderungen ergaben: Die CVP als immer noch zweitstärkste Partei erhielt 25,3 % der Stimmen, die SVP 13,7 %, die BDP 6,3 % und SP und Grüne je 1,1 %. Auf andere Parteien entfielen keine Stimmen mehr, insbesondere auch nicht mehr auf «Übrige». Die Wahlbeteiligung betrug noch 45,7 % (16 Wählende von 35 Wahlberechtigten).
Der Gemeinderat, die Exekutive von Kammersrohr, besteht aus drei Mitgliedern. Die Legislative der Gemeinde ist die Gemeindeversammlung. Nach dem überraschenden Tod des langjährigen Gemeindepräsidenten Terry Spillmann am 22. Dezember 2015 sollte am 5. Juni 2016 ein neuer Gemeindepräsident oder eine Gemeindepräsidentin gewählt werden. Da sich jedoch nur ein einziger Kandidat, der Landwirt Ueli Emch, für das Amt gemeldet hatte, wurde der Wahlgang abgesagt und Emch Ende April 2016 in stiller Wahl zum Gemeindepräsidenten erklärt.

## Wirtschaft und Verkehr
Kammersrohr ist immer noch ein vorwiegend durch die Landwirtschaft geprägtes Dorf. Der Ackerbau und der Obstbau sowie die Viehzucht haben einen wichtigen Stellenwert in der Erwerbsstruktur der Bevölkerung. Ausserhalb des primären Sektors gibt es keine Arbeitsplätze im Dorf. Kammersrohr verfügt weder über Läden noch über eine eigene Poststelle. Einige Erwerbstätige sind Wegpendler, die hauptsächlich in der Region Solothurn arbeiten. Kammersrohr weist mit 65 % den niedrigsten Steuerfuss des Kantons Solothurn auf, danach folgt Feldbrunnen-St. Niklaus mit 72 % (Stand 2020). 2011 lag Kammersrohr noch gleichauf mit Feldbrunnen-St. Niklaus mit einem Steuerfuss von je 60 %.
Die Wasserversorgung wird von der Gemeinde Kammersrohr selbst betrieben, während die Stromversorgung von der AEK Energie geleistet wird.
Die Gemeinde liegt abseits der grösseren Durchgangsstrassen; die Hauptzufahrt verläuft von Hubersdorf. In Hubersdorf befindet sich mit der Bushaltestelle Siggern der Linie von Solothurn nach Balm bei Günsberg auch der nächstgelegene Anschluss an den öffentlichen Nahverkehr. Zu Fuss ist Kammersrohr von dieser Haltestelle aus in ca. 30 Minuten zu erreichen.

## Geschichte

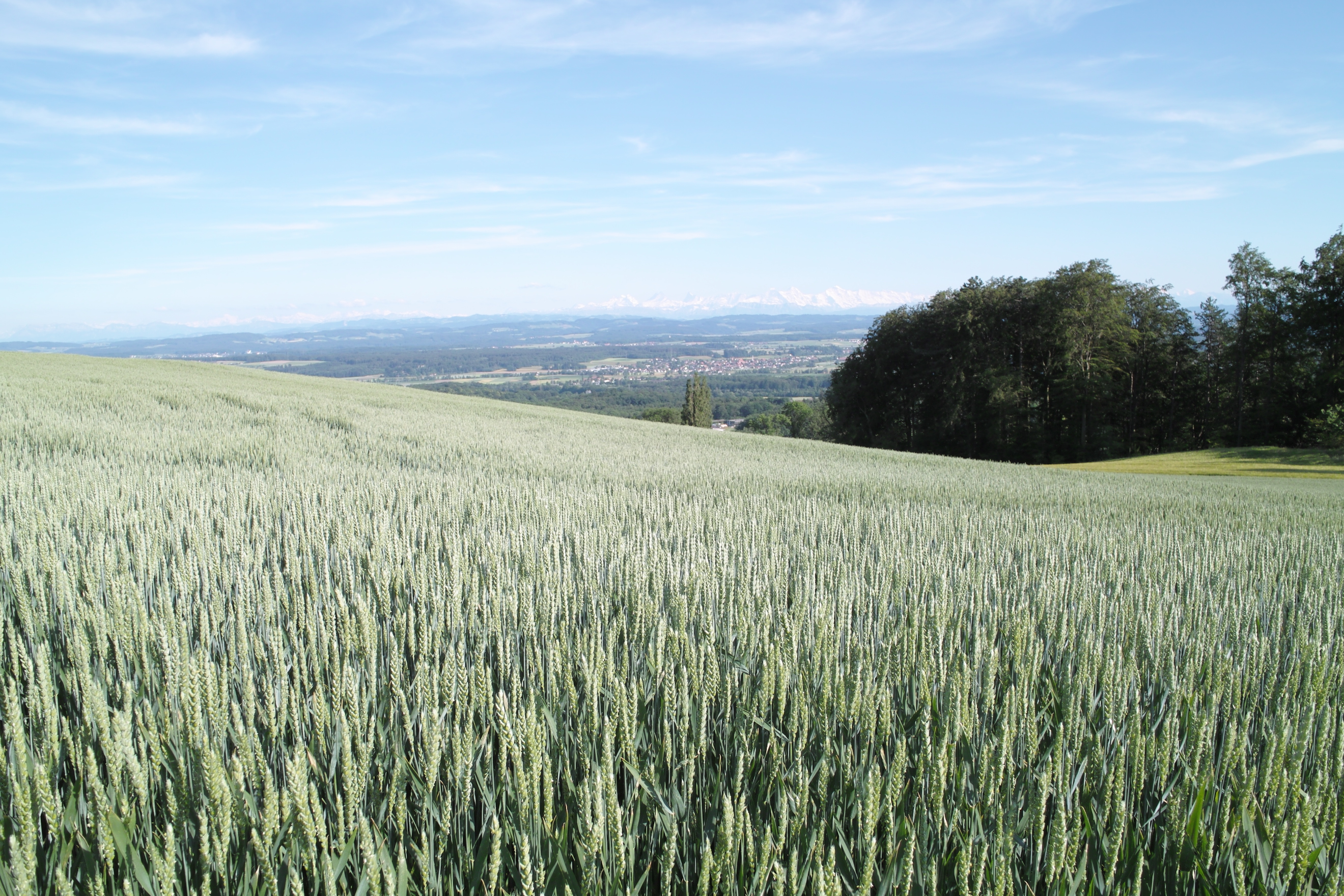
Feld in Kammersrohr mit Blick auf die Berner Alpen

Jungsteinzeitliche Funde (Scherben, Holzkohle), die in den 1950er Jahren gemacht wurden, bezeugen, dass sich bereits zu vorgeschichtlicher Zeit Menschen im Gebiet von Kammersrohr aufhielten. Zwei Scherben wurden der Bronzezeit zugeordnet. Funde aus der Römerzeit oder dem Frühmittelalter wurden in Kammersrohr bisher nicht gemacht.
Im Mittelalter war Kammersrohr ein Steckhof, also ein Hof, der keiner Gemeinde angehörte, und unterstand ab etwa 1050 der Herrschaft Balm des Adelsgeschlechts von Balm. Nachdem Rudolf II. von Balm sich 1308 an der Ermordung des Königs Albrecht I. beteiligt hatte, wurde 1309 gegen ihn die Reichsacht verhängt und die gesamte Herrschaft konfisziert. Die Herrschaft Balm und damit Kammersrohr kam danach als Reichslehen an Otto von Strassberg. Die erste urkundliche Erwähnung des heutigen Kammersrohr erfolgte 1374 als ze Rore. Weitere Erwähnungen waren Ror, Rore oder Hof ze Ror. Nach verschiedenen Besitzerwechseln gelangte die Siedlung 1414 an die Stadt Solothurn, die bereits 1411 die angrenzenden Herrschaften Bipp, Erlinsburg und Wiedlisbach erworben hatte.
Schon seit 1344 hatte die Stadt die hohe Gerichtsbarkeit über Kammersrohr inne. Der Hof Rore wurde mehrmals Bürgern von Solothurn zum Lehen gegeben. 1428 entspann sich ein Rechtsstreit zwischen einem Heini Kammer von Rore und dem Solothurner Bürger Jakob von Wengen, in dessen Folge Kammer, der den halben Hof als Erblehen derer von Wengen besass, seine Lehenschaft verlor, da er den Hof unerlaubt weiterverliehen hatte. Der heutige Gemeindename leitet sich von der Familie Kammer ab, ist aber erst in Dokumenten aus dem 16. Jahrhundert nachweisbar. Der Namenforscher Rolf Max Kully stellt in Solothurnische Ortsnamen die Möglichkeit zur Diskussion, dass der Name der Familie Kammer mit dem im Kanton Solothurn verbreiteten Familiennamen Kamber gleichzusetzen und von den oberhalb Kammersrohrs auf Günsberger Boden liegenden Felsen Chambenflüe abgeleitet sein könnte. Andererseits könnten laut Kully die Chambenflüe auch als Kamm(b)erflühe zu verstehen sein.

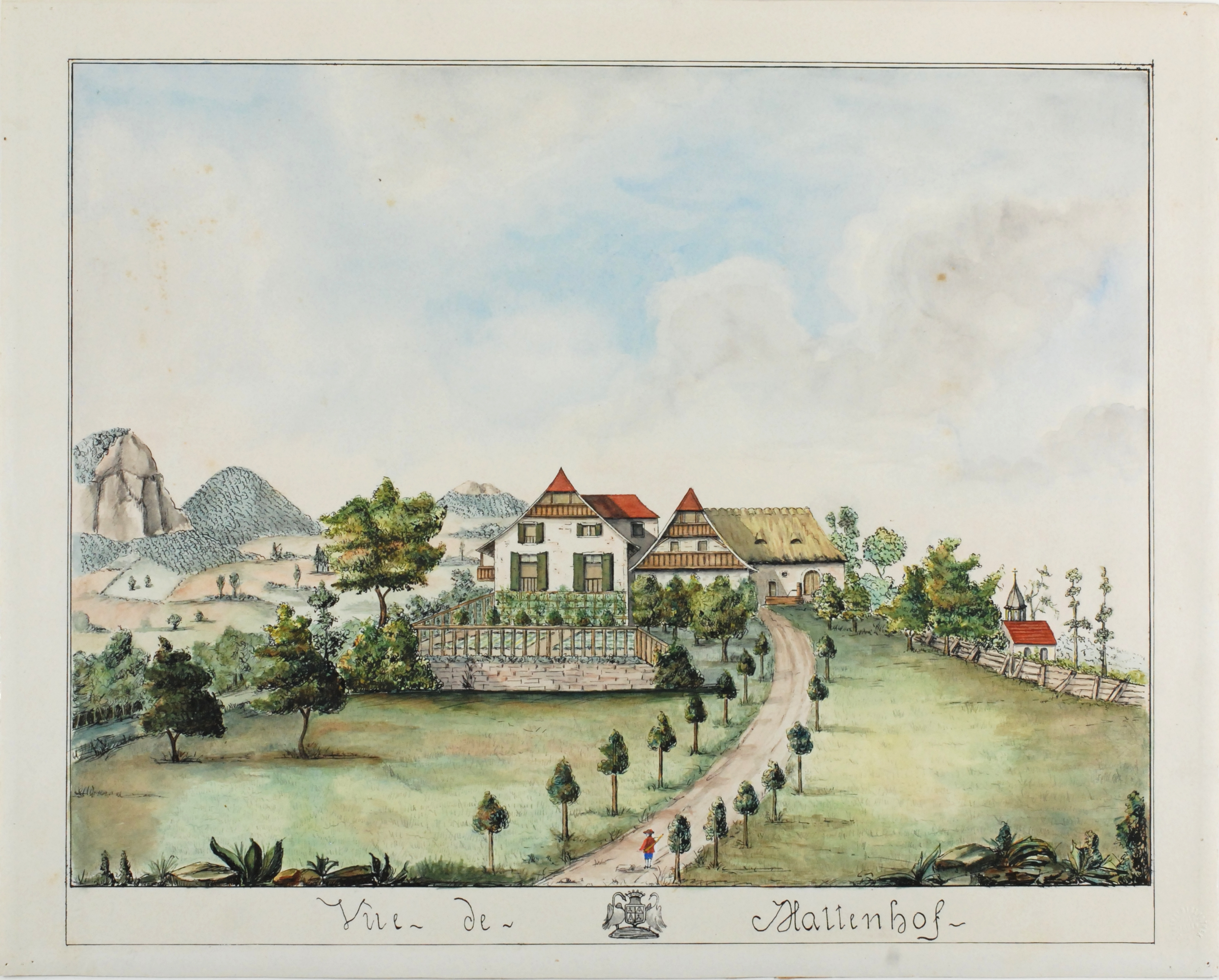
Mittlerer Mattenhof im 18. Jahrhundert, Kopie einer Vedute, ca. 1800–1830

Im 15. Jahrhundert unterstand das Dorf der Vogtei Balm, ab 1487 war es Teil der Vogtei Flumenthal. Um die Grenze zwischen Kammersrohr und dem bernischen Attiswil beziehungsweise dem Amt Bipp kam es dabei immer wieder zu Unklarheiten und Streitigkeiten. Von der letzten grossen Grenzbereinigung 1762 zeugen erhalten gebliebene Grenzsteine. Nach dem Franzoseneinfall im März 1798 und dem folgenden Zusammenbruch des Ancien Régime gehörte Kammersrohr während der Helvetik zum Verwaltungsbezirk Solothurn und ab 1803 zum Bezirk Lebern.
In der ersten Hälfte des 19. Jahrhunderts blieb vorerst ungeklärt, ob die Ortschaft Kammersrohr als Gemeinde gelten sollte. Aus der Mediationszeit liegt einerseits ein Entscheid des solothurnischen Kleinen Rats vor, in dem von der Gemeinde Kammersrohr gesprochen wird, andererseits hielt er in einem anderen Entscheid fest, dass Kammersrohr keine eigentliche Gemeinde sei. Urs Peter Strohmeier behandelte in seiner Beschreibung des Kantons Solothurn 1836 Kammersrohr zusammen mit Hubersdorf unter Flumenthal. In dieser Zeit wurde mehreren Personen vom Rat das Bürgerrecht von Kammersrohr bewilligt. Nachdem 1839 anlässlich eines weiteren Einbürgerungsgesuchs diskutiert wurde, ob Kammersrohr Bürger aufnehmen dürfe, wurden schliesslich die Verhältnisse zwischen Hubersdorf und Kammersrohr geklärt und Kammersrohr 1840 ausdrücklich als selbständige Gemeinde anerkannt. In der Folge waren die Einbürgerungen in Kammersrohr zahlreich, da die Einbürgerungswilligen so zu verhältnismässig geringen Kosten das Solothurner Kantonsbürgerrecht erlangen konnten. Da die Stadt Solothurn für die Einbürgerung von Kantonsbürgern deutlich niedrigere Gebühren verlangte als für Fremde, wurde dadurch die Erlangung des begehrten Bürgerrechts der Stadt Solothurn wesentlich verbilligt. Noch 1904 schrieb das Geographische Lexikon der Schweiz: «Hier pflegen sich der billigen Gebühren wegen oft Fremde einzubürgern».
Auf den 1. Januar 1901 sollte auf Beschluss des Solothurner Kantonsrats Kammersrohr nach Hubersdorf eingemeindet werden, da weder die Bürger- noch die Einwohnergemeinde Kammersrohr mehr in der Lage waren, gesetzeskonforme Gemeindegremien zu bestellen. Gegen diesen Beschluss ergriffen die Bürger- und Einwohnergemeinde Hubersdorf gemeinsam staatsrechtliche Beschwerde an das Bundesgericht, die sich «in der Hauptsache gegen die für die Bürgergemeinde Hubersdorf möglichen nachteiligen Folgen mit Bezug auf den Unterhalt der Armen» richtete. Das Bundesgericht hiess den Rekurs gut und hob den Beschluss des Kantonsrats auf, da eine Vereinigung ohne die Zustimmung der beteiligten Gemeinden nicht mit Artikel 53 der Verfassung des Kantons Solothurn von 1887 vereinbar sei, wonach Gemeinden nur auf Verlangen der Beteiligten verändert werden konnten.
Seit der Fusion der Bürger- und der Einwohnergemeinde im Jahr 1995 ist Kammersrohr die erste Einheitsgemeinde des Kantons Solothurn.
Ende April 2015 gab der Gemeinderat von Kammersrohr bekannt, dass er auf Anfang 2016 eine Fusion mit Hubersdorf, Günsberg oder der nicht direkt benachbarten Gemeinde Feldbrunnen-St. Niklaus anstrebe, da es an Interessierten fehle, die sich künftig für den Gemeinderat zur Verfügung stellen könnten. Von der Anfrage Kammersrohrs, die einen sehr gedrängten Zeitplan für die Abklärung des Fusionsprojekts vorsah, zeigten sich die Gemeindepräsidenten der drei potentiellen Fusionspartner überrascht. In der Gemeindeversammlung vom 22. Juni 2015 wurde der Gemeinderat zur Aufnahme von Fusionsverhandlungen mit Feldbrunnen, Günsberg und Hubersdorf mandatiert. Im September 2015 wurden diese Verhandlungen vorläufig abgebrochen, da eine Abstimmung mit einer Auswahl aus drei Gemeinden gesetzlich nicht vorgesehen sei. Gemeindepräsident Spillmann erklärte, dass das Fusionsprojekt nicht vom Tisch, aber in den Hintergrund getreten sei.

## Sehenswürdigkeiten

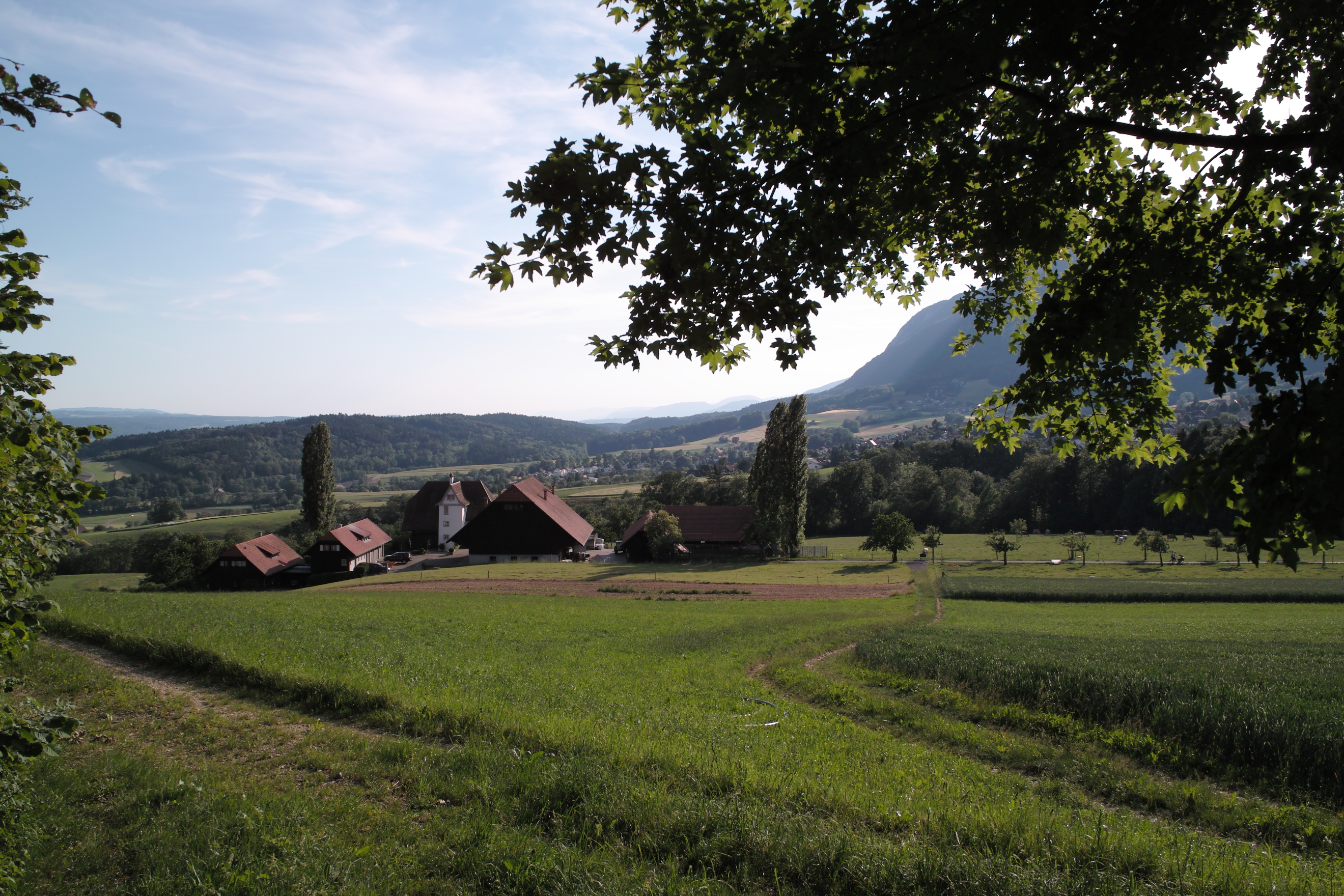
Mittlerer Mattenhof, Blick Richtung Niederwil und Günsberg

Ein markanter Hof ist der Mittlere Mattenhof mit seinem unter Schutz stehenden Herrenhaus. Die Benennung der drei Mattenhöfe in Kammersrohr geht auf den Kauf der Höfe durch Urs Zurmatten im Jahre 1576 zurück, wonach sie zunächst als Zurmattenhöfe bekannt waren. Zurmatten liess das bereits bestehende, als Lusthaus bekannte Gebäude umbauen. Er errichtete auch eine dem Heiligen Servatius geweihte Kapelle, die um 1860 in verwahrlostem Zustand abgerissen wurde. Weitere Umbauten des Herrenhauses erfolgten durch die spätere Besitzerfamilie Settier. Da die Mattenhöfe ursprünglich nur aus dem Vorderen und dem Hinteren Mattenhof bestanden und der jetzige Hintere Mattenhof später abgetrennt wurde, ist der mittlere auch weiterhin als Hinterer Mattenhof bekannt. Das Wohnhaus weist eine für den Kanton Solothurn einmalige Treppenkonstruktion auf. Ein grosser Saal im zweiten Stock erstreckt sich über die ganze Breite des Hauses. Die Giebelfassade zeichnet sich durch grosse Fensteröffnungen und gotische Profile aus.

## Wappen
Das Wappen von Kammersrohr wurde mit einem Beschluss der Gemeindeversammlung vom 26. Januar 1941 festgelegt. Die Blasonierung lautet: In Weiss auf grünem Dreiberg zwei grüne Schilfrohre mit je zwei Blättern und schwarzen Kolben, überhöht von sechsstrahligem rotem Stern. Es leitet sich von einem Siegel von 1819 ab, in dem die gleichen Figuren ohne Farbangaben zu finden sind. Auf Feuereimern von 1843 findet sich das Wappen in einer Version ohne Stern.